# Šušljići
Šušljići es un pueblo de la municipalidad de Bugojno, en el cantón de Bosnia Central, Bosnia y Herzegovina.

## Superficie
Posee una superficie de 1,14 kilómetros cuadrados.

## Demografía
Hasta 1991 la población era de 15 habitantes.